# 81-es trolibusz (Budapest)
A budapesti 81-es jelzésű trolibusz az Örs vezér tere metró- és HÉV-állomás és a Mexikói út metróállomás között közlekedik, a Miskolci utca érintésével. A viszonylatot a Budapesti Közlekedési Zrt. üzemelteti a Budapesti Közlekedési Központ megrendelésére. A vonalon elsőajtós felszállási rend van érvényben.

## Története
1979. augusztus 27-én új trolibuszjárat indult a Füredi utcai lakótelepen a 131-es és 133-as busz kiváltására a Zsálya utca és az Örs vezér tere között, a Zsálya utca (csak oda: – Fischer István utca – Fogarasi út) – Csertő utca – Szentmihályi út – Ond vezér útja – Füredi utca útvonalon.
Az M2-es metróvonal felújításának idején, 2004. június 19. és augusztus 29., 2005. június 11. és augusztus 19., illetve 2007. június 9. és augusztus 19. között a 80-as trolibusszal összevontan, 80–81-es jelzéssel a Baross tér, Keleti pályaudvar és az Örs vezér tere között közlekedett.
A 2008-as paraméterkönyv bevezetésével szeptember 6-ától a 80-as trolibusz megosztva, munkanapokon estig 80A jelzéssel a Csertő utcáig, esténként és hétvégente 80-as számmal az Örs vezér teréig meghosszabbítva közlekedett, kiváltva a 81-es forgalmát. A hosszú 80-as bevezetésével a 81-es szerepe idővel csökkent, ennek következtében üzemkezdetét 2019. január 3-án kitolták, a kora reggeli időszakban nem indult. 2020. augusztus 3-ától már csak a csúcsidőszakokban közlekedett, 2021. április 7-étől pedig a 80-as reggeli sűrítő járataként, kizárólag az Örs vezér tere felé. 2024. február 1-jén – ebből kifolyólag – a Fischer István utcai végállomását véglegesen áthelyezték a 80-as trolibusz Örs vezér tere irányú megállójába.
2024. november 29-én a BKK társadalmi egyeztetést indított a Vezér utca – Szugló utca – Miskolci utca – Ungvár utca útvonalon keresztül egy Alsórákost átszelő új 81-es trolibuszjárat létrehozásáról, ami 2025. június 21-étől a Mexikói út metróállomás és az Örs vezér tere metró- és HÉV-állomás között biztosít összeköttetést a 74A trolibusz meghosszabbításával. A trolibuszok a Miskolci utcai szakaszon akkumulátoros üzemmódban közlekednek. A korábbi 81-es viszonylat indulásai ettől kezdve egységesen, 80-as viszonylatszámmal teljesülnek.

## Útvonala
| Örs vezér tere felé |
| Mexikói út M vá. – Amerikai út – Kacsóh Pongrác út – Nagy Lajos király útja – Kassai tér – Ungvár utca – Miskolci utca – Szugló utca – Vezér utca – Füredi utca – Örs vezér tere – Örs vezér tere M+H vá.                  |
| Mexikói út felé |
| Örs vezér tere M+H vá. – Örs vezér tere – Füredi utca – Vezér utca – Szugló utca – Miskolci utca – Ungvár utca – Kassai tér – Nagy Lajos király útja – felüljáró – Ógyalla köz – Szőnyi út – Mexikói út – Mexikói út M vá. |

## Megállóhelyei
| 0  | Örs vezér tere M+H végállomás          | 25 | 10, 31, 32, 44, 45, 67, 85, 85E, 97E, 131, 144, 161, 161A, 161E, 168E, 169E, 174, 176E, 231, 244, 276E, 277 80, 82, 82A 3, 62, 62A 410, 419, 430, 440, 441, 484, 485, 486, 505, 508, 509, 510 1040, 1049, 1070, 1075, 1077, 1078 |
| 2  | Álmos vezér útja                       | 23 | 131, 144, 231, 231B 82, 82A |
| 3  | Vezér utca (↓) Füredi utca (↑)         | 22 | 131, 144, 231, 231B 82, 82A 419 |
| 4  | Tihamér utca                           | 21 | 131, 144, 231, 231B 82, 82A |
| 5  | Fogarasi út                            | 20 | 31, 130, 131, 144, 231, 231B 80, 82, 82A |
| 6  | Gödöllői utca                          | 18 | 82, 82A |
| 7  | Mogyoródi út                           | 17 | 82, 82A |
| 8  | Egressy út / Vezér utca                | 16 | 77, 82, 82A |
| 10 | Komócsy utca                           | 14 | 77, 82, 82A |
| 12 | Miskolci utca / Szugló utca            | 12 | 77 |
| 14 | Miskolci utca / Csömöri út             | 10 | 7, 133E, 277 |
| 15 | Huszt utcai lakótelep                  | 9  | 124, 125 (Szentes utca) |
| 16 | Miskolci utca / Kerékgyártó utca       | 8  | |
| 17 | Miskolci utca / Erzsébet királyné útja | 7  | 5 62, 62A, 69 |
| 19 | Sárrét park                            | 5  | 74 |
| 21 | Pándorfalu utca                        | 4  | 74 |
| 22 | Nezsider park                          | 3  | 74 |
| 23 | Kassai tér                             | 2  | 25, 32 74, 82 |
| 24 | Szőnyi út                              | ∫  | 25, 32 74 |
| 26 | Teleki Blanka utca                     | ∫  | 25, 32 74 S70 G70 S71 S72 Z72 (Rákosrendező) |
| 27 | Mexikói út                             | ∫  | 25, 225 74 |
| 28 | Mexikói út M végállomás                | 0  | 25, 32, 225 74, 82 1, 1A, 3, 69 |